# União das Freguesias de Izeda, Calvelhe e Paradinha Nova
União das Freguesias de Izeda, Calvelhe e Paradinha Nova (Unione delle Freguesias di Izeda, Calvelhe e Paradinha Nova) è una freguesia che si trova nel comune di Braganza  nel Distretto di Braganza del Trás-os-Montes e Alto Douro, in Portogallo.

## Storia
La freguesia è nata nel 2013 dalla fusione delle ex parrocchie Izeda, Calvelhe e Paradinha Nova.